# Schweizer Meisterschaften im Biathlon 2018
Die Schweizer Meisterschaften im Biathlon 2018 fanden am 31. März und 1. April 2018 in der Biathlon Arena Lenzerheide in Lantsch/Lenz statt. Sowohl für Männer als auch für Frauen wurden Wettkämpfe im Sprint und im Massenstart ausgetragen. Die Titelkämpfe bildeten zusammen mit dem Finale des Leonteq Biathlon Cups den Saisonabschluss.

## Männer
Da der Anlass sowohl Schweizer Meisterschaft wie auch Belgische Meisterschaft war, nahmen Personen aus verschiedenen Staaten teil. Bei den Männern wurde Florent Claude aus Belgien Zweiter im Massenstart und Dritter im Sprint.

### Sprint 10 km
| \| Platz \| Starter \| Verein \| Zeit \| Schießfehler \| \| ----- \| ----------------- \| ------------- \| ------- \| ------------ \| \| 1 \| Benjamin Weger \| SC Obergoms \| 26:54,2 \| 0+1 \| \| 2 \| Jeremy Finello \| SC Obergoms \| 27:03,0 \| 0+1 \| \| 3 \| Joscha Burkhalter \| SC Zweisimmen \| 27:34,0 \| 1+1 \| | Datum: 31. März 2018 |               |         |              |
| Platz | Starter              | Verein        | Zeit    | Schießfehler |
| 1 | Benjamin Weger       | SC Obergoms   | 26:54,2 | 0+1          |
| 2 | Jeremy Finello       | SC Obergoms   | 27:03,0 | 0+1          |
| 3 | Joscha Burkhalter    | SC Zweisimmen | 27:34,0 | 1+1          |

#### Junioren (1997/1998)
| Platz | Starter           | Verein            | Zeit    | Schießfehler |
| ----- | ----------------- | ----------------- | ------- | ------------ |
| 1     | Sebastian Stalder | SC am Bachtel     | 27:57,5 | 1+0          |
| 2     | Sandro Bovisi     | ST Bern           | 28:48,0 | 0+1          |
| 3     | Nico Salutt       | SC Sarsura Zernez | 28:57,8 | 0+1          |

#### Jugend (1999 und jünger)
| Platz | Starter      | Verein                | Zeit    | Schießfehler |
| ----- | ------------ | --------------------- | ------- | ------------ |
| 1     | Gion Stalder | SC am Bachtel         | 23:39,9 | 1+2          |
| 2     | Simon Zberg  | SC Schwendi-Langis    | 23:46,1 | 0+2          |
| 3     | Simon Ehrbar | SC Gotthard-Andermatt | 23:49,3 | 2+1          |

### Massenstart 15 km
| \| Platz \| Starter \| Verein \| Zeit \| Schießfehler \| \| ----- \| ----------------- \| ------------- \| ------- \| ------------ \| \| 1 \| Benjamin Weger \| SC Obergoms \| 41:26,0 \| 2+0+0+1 \| \| 2 \| Joscha Burkhalter \| SC Zweisimmen \| 45:06,5 \| 1+1+3+2 \| \| 3 \| Jeremy Finello \| SC Obergoms \| 45:06,6 \| 2+2+1+2 \| | Datum: 1. April 2018 |               |         |              |
| Platz | Starter              | Verein        | Zeit    | Schießfehler |
| 1 | Benjamin Weger       | SC Obergoms   | 41:26,0 | 2+0+0+1      |
| 2 | Joscha Burkhalter    | SC Zweisimmen | 45:06,5 | 1+1+3+2      |
| 3 | Jeremy Finello       | SC Obergoms   | 45:06,6 | 2+2+1+2      |

#### Junioren (1997/1998)
| Platz | Starter        | Verein        | Zeit    | Schießfehler |
| ----- | -------------- | ------------- | ------- | ------------ |
| 1     | Niklas Hartweg | SC Einsiedeln | 37:41,9 | 0+0+0+2      |
| 2     | Laurin Fravi   | Bual Lantsch  | 38:20,2 | 2+0+0+1      |
| 3     | Sandro Bovisi  | ST Bern       | 38:46,0 | 2+0+2+0      |

#### Jugend (1999 und jünger)
| Platz | Starter      | Verein                | Zeit    | Schießfehler |
| ----- | ------------ | --------------------- | ------- | ------------ |
| 1     | Yanis Keller | SC Einsiedeln         | 34;58,1 | 0+2+1+0      |
| 2     | Simon Ehrbar | SC Gotthard-Andermatt | 35:06,7 | 1+1+1+3      |
| 3     | Manuel Lusti | SSC Toggenburg        | 35:50,8 | 1+0+1+1      |

## Frauen

### Sprint 7,5 km
| \| Platz \| Starter \| Verein \| Zeit \| Schießfehler \| \| ----- \| --------------- \| ------------------- \| ------- \| ------------ \| \| 1 \| Selina Gasparin \| SC Gardes-Frontière \| 23:02,8 \| 0+3 \| \| 2 \| Elisa Gasparin \| SC Gardes-Frontière \| 23:08,4 \| 0+1 \| \| 3 \| Susi Meinen \| SC Zweisimmen \| 23:42,2 \| 0+2 \| | Datum: 31. März 2018 |                     |         |              |
| Platz | Starter              | Verein              | Zeit    | Schießfehler |
| 1 | Selina Gasparin      | SC Gardes-Frontière | 23:02,8 | 0+3          |
| 2 | Elisa Gasparin       | SC Gardes-Frontière | 23:08,4 | 0+1          |
| 3 | Susi Meinen          | SC Zweisimmen       | 23:42,2 | 0+2          |

#### Juniorinnen (1997/1998)
| Platz | Starter           | Verein             | Zeit    | Schießfehler |
| ----- | ----------------- | ------------------ | ------- | ------------ |
| 1     | Flavia Barmettler | SC Schwendi-Langis | 26:37,3 | 1+2          |
| 2     | Elisa Perini      | SAS Genève         | 29:36,9 | 1+1          |
| 3     | Marielle Progin   | Glisse Club Romont | 29:51,6 | 0+1          |

#### Jugend (1999 und jünger)
| Platz | Starter          | Verein        | Zeit    | Schießfehler |
| ----- | ---------------- | ------------- | ------- | ------------ |
| 1     | Lea Meier        | SC Davos      | 21:18,9 | 0+4          |
| 2     | Tatiana Anderegg | SC am Bachtel | 21:24,1 | 0+1          |
| 3     | Annatina Bieri   | SSC Riehen    | 22:13,7 | 3+0          |

### Massenstart 12,5 km
| \| Platz \| Starter \| Verein \| Zeit \| Schießfehler \| \| ----- \| --------------- \| ------------------- \| ------- \| ------------ \| \| 1 \| Lena Häcki \| Nordic Engelberg \| 38:57,4 \| 0+0+0+0 \| \| 2 \| Elisa Gasparin \| SC Gardes-Frontière \| 40:27,3 \| 0+0+1+1 \| \| 3 \| Selina Gasparin \| SC Gardes-Frontière \| 41:14,7 \| 0+2+1+0 \| | Datum: 1. April 2018 |                     |         |              |
| Platz | Starter              | Verein              | Zeit    | Schießfehler |
| 1 | Lena Häcki           | Nordic Engelberg    | 38:57,4 | 0+0+0+0      |
| 2 | Elisa Gasparin       | SC Gardes-Frontière | 40:27,3 | 0+0+1+1      |
| 3 | Selina Gasparin      | SC Gardes-Frontière | 41:14,7 | 0+2+1+0      |

#### Juniorinnen (1997/1998)
| Platz | Starter           | Verein             | Zeit    | Schießfehler |
| ----- | ----------------- | ------------------ | ------- | ------------ |
| 1     | Flavia Barmettler | SC Schwendi-Langis | 40:25,9 | 2+2+2+1      |
| 2     | Elisa Perini      | SAS Genève         | 45:32,9 | 1+2+2+1      |

#### Jugend (1999 und jünger)
| Platz | Starter        | Verein     | Zeit    | Schießfehler |
| ----- | -------------- | ---------- | ------- | ------------ |
| 1     | Lea Meier      | SC Davos   | 30:29,8 | 1+0+2+2      |
| 2     | Seraina König  | SSC Riehen | 30:50,7 | 2+1+0+2      |
| 3     | Annatina Bieri | SSC Riehen | 30:55,5 | 2+0+0+2      |